# Open Gaz de France 1996
L'Open Gaz de France 1996 è stato un torneo di tennis giocato sul cemento indoor.
È stata la 4ª edizione dell'Open Gaz de France, che fa parte della categoria Tier II nell'ambito del WTA Tour 1996.
Si è giocato dal 13 al 18 febbraio 1996.

## Campionesse

### Singolare
Julie Halard-Decugis ha battuto in finale  Iva Majoli con il punteggio di 7–5, 7–6

### Doppio
Kristie Boogert /  Jana Novotná hanno battuto in finale  Julie Halard-Decugis /  Nathalie Tauziat con il punteggio di 6–4, 6–3